# Vuurbaak (uitgeverij)
Vuurbaak is een uitgeverij van fictie en non-fictie, opgericht in 1965, voorheen vooral geassocieerd aan de Gereformeerde Kerken vrijgemaakt, maar inmiddels breed georiënteerd op de christelijke markt. Jaarlijks geeft Vuurbaak een dertigtal boeken uit. Verbonden aan Vuurbaak zijn de fondsen Plateau en Brandaan.   
Landelijk bekend werd de jeugdboekenreeks Snuf de hond van Piet Prins, waarvan het deel Snuf de Hond in oorlogstijd in 2008 werd verfilmd. Bekende auteurs zijn onder anderen Adrian Verbree, Rick de Gier, Rikkert Zuiderveld, Dick van den Heuvel, Reinier Sonneveld, Bert Wiersema en Lisette van de Heg. Ook geeft Vuurbaak vertalingen van buitenlandse auteurs uit, zoals de romans Uitverkoren, De belofte en Mijn naam is Asjer Lev van Chaim Potok en Het lam van Peter de Vries, maar ook non-fictie, zoals van Max Lucado, Adrian Plass, Rob Bell en Brieven van een scepticus van Greg Boyd.
De uitgeverij was gevestigd op het bedrijventerrein Harselaar in de gemeente Barneveld. Zakelijk was Vuurbaak verbonden aan de holding Nedag, die ook het Nederlands Dagblad uitgeeft. Sinds september 2014 ging de uitgeverij zelfstandig verder en tegenwoordig is de uitgeverij gevestigd in Amersfoort.